# Talia Chetrit
Talia Chetrit, née en 1982 à Washington, est une artiste féministe et photographe américaine.

## Biographie
Talia Chetrit installe une chambre noire dans la maison de sa famille à Washington, alors qu'elle n'a que 13 ans. Elle se trouve alors souvent à penser que si sa vie était plus intéressante, ses images seraient meilleures. Quelques années plus tard, elle prend conscience de la puissance de l’imaginaire, et commence non seulement à prendre des photographies de ses amis, mais également à composer des images comme des scènes de meurtre.
Depuis lors, Talia Chetrit, qui vit dans la vallée de l'Hudson à New York, produit un large éventail d'œuvres comprenant des autoportraits nus, des prises de vue aériennes des rues de New York et une série de photographies de ses relations sexuelles avec son futur mari,.

## Carrière artistique
Une élégance formelle caractérise le travail de Talia Chetrit, qui se concentre souvent sur l'interaction entre l'illusion et la vérité. Ces recherches poussent la photographe à inclure certaines de ses premières photos d'amis dans son exposition amateur au musée MAXXI de Rome en 2018,. Elle est alors attirée par la façon dont ses images capturent une dynamique de pouvoir aujourd’hui désuète : « Je n’étais pas une femme de 37 ans qui photographiait des petites filles, j’étais aussi une petite fille qui photographiait des petites filles ». L'artiste est connue pour ses natures mortes photographiques, ses portraits de nus, ainsi que pour l'inclusion de références à l'appareil photographique dans son travail. Son œuvre s'ancre ainsi dans l'art féministe,. 
Pour la série Streets en 2015, l’artiste se place en position de voyeuse et immortalise à la longue focale les passants new-yorkais. À ces images se mêle des extraits de son intimité. L’artiste multiplie également des plans intermédiaires, tels des clichés de rideaux ou de reflets.
En 2016, avec la série Sex, elle poursuit son travail de l’intime et se met en scène avec un partenaire sexuel dans des cadres bucoliques. Les images sont réalisées au moyen d’un déclencheur filaire. L’artiste passe alors du statut de voyeuse à celui d’exhibitionniste, et s’évertue à brouiller les frontières entre l’actif et le passif,.
En 2017, en pleine affaire Harvey Weinstein, la marque Helmut Lang décide de ne pas diffuser certaines des images de la photographe réalisées dans le cadre d’une campagne promotionnelle : « Ce qui est un parfait exemple de #MeToo qui va mal, parce que je suis une artiste féministe, et nous avons honte de publier cette image d’une petite fille, l’empêchant ainsi de se comporter comme une petite fille ». La photographe collabore également avec la marque Céline,.
Ce que l'artiste apprécie dans le monde de l'art, c'est l'opportunité « d'être problématique comme moyen de résoudre des problèmes ». Talia Chetrit est souvent la protagoniste de ses représentations. Elle aime mettre en scène son noyau proche, soit son partenaire, ses amis, ses parents. Dans la série d'autoportraits réalisés entre 2016 et 2018, l'artiste se dépeint en partie ou complètement nue. Le sujet principal est parfois reflété dans un miroir et les photographies sont réalisées à l'aide d'un câble de déclencheur à distance dans son studio à New York.

## Collections
Les œuvres photographiques de Talia Chetrit font partie des collections permanentes du Whitney Museum of American Art et musée d'art du comté de Los Angeles,.